# Alistair MacLean
Alistair Stuart MacLean (Original: Alasdair MacGill-Eain (Shettleston, 28 de Abril de 1922 - Munique, 2 de fevereiro de 1987) foi um escritor escocês, autor de thrillers e estórias de aventura, dos quais o mais famoso é Os Canhões de Navarone (The Guns of Navarone) e O Desafio das Águias (Where Eagles Dare). Ele também usou o pseudônimo Ian Stuart.

## Vida
MacLean era filho de um pastor protestante e aprendeu a língua inglesa como sua segunda língua. Nasceu em Glasgow, mas passou a maior parte de sua infância e juventude em Daviot, 10 milhas ao sul de Inverness.
Ele se alistou na Marinha Real Britânica em 1941, servindo na Segunda Guerra Mundial nos postos de marinheiro de 1ª e 2ª classe e operador de torpedo. Ele foi dispensado da Marinha Real Britânica em 1946. Começou então a estudar Inglês na Universidade de Glasgow, formando-se em 1953, quando começou a trabalhar como professor.
Enquanto universitário, MacLean começou a escrever contos para obter dinheiro extra, ganhando uma competição em 1954 com o conto marítimo "Dileas". A editora Collins convidou-o a escrever um romance e ele escreveu HMS Ulysses, baseado em suas próprias experiências de guerra. O livro foi um sucesso e em pouco tempo MacLean pôde se dedicar inteiramente a escrever livros de guerra, espionagem e outras aventuras.

## Obras
Romances
| Ano  | Título original                      | Título em Portugal                                 | Tradução | Título no Brasil           | Tradução                               |
| ---- | ------------------------------------ | -------------------------------------------------- | -------- | -------------------------- | -------------------------------------- |
| 1955 | HMS Ulysses                          | HMS Ulysses                                        |          |                            |                                        |
| 1957 | The Guns of Navarone                 | Os canhões de Navarone                             |          | Os canhões de Navarone     | Mariza Murray                          |
| 1958 | South by Java Head                   | A sul de Java                                      |          |                            |                                        |
| 1959 | The Last Frontier                    |                                                    |          |                            |                                        |
| 1959 | Night Without End                    |                                                    |          |                            |                                        |
| 1961 | Fear Is the Key                      |                                                    |          |                            |                                        |
| 1961 | The Dark Crusader                    |                                                    |          | O cruzado secreto          | Affonso Blacheyre                      |
| 1962 | The Golden Rendezvous                |                                                    |          |                            |                                        |
| 1962 | The Satan Bug                        | O vírus satânico                                   |          |                            |                                        |
| 1962 | All about Lawrence of Arabia         |                                                    |          |                            |                                        |
| 1963 | Ice Station Zebra                    | Missão no Ártico                                   |          | Operação-Zêbra             | Ana Maria Roiter e Martha Maria Pontes |
| 1966 | When Eight Bells Toll                | O tesouro sepultado                                |          | Quando os oito sinos tocam | Luzia Machado da Costa                 |
| 1967 | Where Eagles Dare                    | O desafio das águias                               |          | O desafio das águias       | Pinheiro de Lemos                      |
| 1968 | Force 10 From Navarone (novel)       | Missão na Jugoslávia                               |          | Depois de Navarone         | A. Tavares                             |
| 1969 | Puppet on a Chain                    |                                                    |          | Bonecas acorrentadas       | Ruy Jungmann                           |
| 1970 | Caravan to Vaccarès                  |                                                    |          | Caravana para Vaccarès     | Jorge Arnaldo Fortes                   |
| 1971 | Bear Island                          | O cemitério do Árctico ou A ilha dos ursos         |          | A ilha dos ursos           | Fernando de Castro Ferro               |
| 1972 | Alistair MacLean Introduces Scotland |                                                    |          |                            |                                        |
| 1972 | Captain Cook                         |                                                    |          |                            |                                        |
| 1973 | The Way to Dusty Death               | Morte na Fórmula 1 ou O caminho da morte poeirenta |          | A morte na poeira          | Ruy Jungmann                           |
| 1974 | Breakheart Pass                      | O desfiladeiro da morte ou O desfiladeiro fatal    |          | Um trem do inferno         | Aurea Weissenberg                      |
| 1975 | Circus                               |                                                    |          | As águias cegas            | Ana Lúcia Deiró Cardoso                |
| 1976 | The Golden Gate                      | O rapto de um presidente                           |          |                            |                                        |
| 1977 | Seawitch                             |                                                    |          |                            |                                        |
| 1978 | Goodbye California                   | Adeus, Califórnia                                  |          |                            |                                        |
| 1980 | Athabasca                            |                                                    |          | Athabasca                  | Maria Cristina Carnevale               |
| 1981 | River of Death                       | Rio da morte                                       |          |                            |                                        |
| 1982 | Partisans                            | Guerrilheiros                                      |          |                            |                                        |
| 1983 | Floodgate                            | Chantagem mortífera                                |          |                            |                                        |
| 1984 | San Andreas                          |                                                    |          |                            |                                        |
| 1985 | The Lonely Sea                       |                                                    |          |                            |                                        |
| 1986 | The way to dusty death               | Morte na Fórmula Um                                |          |                            |                                        |
| 1986 | Santorini                            | Alerta no Mediterrâneo                             |          | Santorini                  | Regina Amarante                        |
| 1991 | Night watch                          | A ronda da noite                                   |          |                            |                                        |